# Нил Синајски
Преподобни Нил Синајски, познат и као Нил Постник (старији) (— 450) био је хришћански светитељ. Нил Синајски је био монах, усамљени, подвижник и аутор бројних богословских дела.

## Биографија
Нил Синајски је рођен у 4. веку у Цариграду. Тамо је добио добро васпитање и образовање, изучио је сву књижну мудрост, и постао изврстан оратор. Био је ожењен и имао је сина и ћерку. Због свог високог порекла и личних врлина Нил је постављен за епископа престонице, Цариграда. Живео је богоугодно у свакој побожности и врлини.
Када су одлучили да се замонаше сву имовину своју разделили су убогима и ослободили своје робове. Супруга Нилова са ћерком оде у Египат, и тамо у једном женском манастиру прими монаштво, и стаде ревносно служити Господу у монашким подвизима. А блажени Нил са сином својим Теодулом отпутова на Синајску Гору, и настани се у пустињи међу свете оце, замонаши се, и подражаваше њихово живљење, постећи се и подвизавајући се, проводећи време у молитви и бдењу, умртвљујући себе разноврсним монашким трудовима. Ту преподобни живљаше у пећини, коју ископа својим рукама. Глас о њему брзо се разнесе на све стране, и многа лица свакога звања и стања стадоше му се обраћати за поуке и молитву.
Када преподобни чу за прогонство светог Јована Златоуста у заточење, он смело и неустрашиво подиже из дубоког пустињског молитвеног тиховања свој глас и одмах изобличи цара Аркадија написавши му посланицу, у којој строго осуди цареве неправде, учињене великом светитељу и учитељу васељене.
Проводећи пустињачки живот у даноноћним подвизима монашким, преподобни Нил доживе велико искушење: његова љубав ка Господу би стављена на тешку пробу. У Синајску пустињу упадоше варвари изненада као дивље звери, и многе свете оце убише, а друге у ропство одведоше. Заједно са другима они одведоше у ропство и Нилова сина Теодула. Нил горко ридаше за сином, нарочито када чу да ће његов син бити принесен на жртву незнабожачким боговима. Но Бог сачува Теодула жива и неповређена, јер га од варвара откупи епископ града Емесе и постави за црквеног клирика. Дознавши за то, преподобни Нил сам отпутова у град Емес, и тамо би примљен од епископа, који га и против његове воље рукоположи за презвитера, и мољаше га да остане и живи код њега. Но пошто блажени Нил не хте остати тамо и остаде упорно при својој жељи да се врати на Синај, епископ му даде сина његовог и отпусти их с миром.
Вративши се са сином у своје обиталиште на Синају, блажени Нил поживе ту још много година, па се у миру престави ка Господу, око 450. године. пошто се пуних шездесет година подвизавао на Синају.
Православна црква га прославља 12. новембра (то је 25. новембар по грегоријанскоме календару).
„Било шта да радиш, или говориш, или размишљаш, старај се да никоме не будеш од штете.”— Преподобни Нил Синајски

## Пророчанство светог Нила
Пророчанство светог Нила је апокрифно дело несигурног порекла (због чега се често назива Пророчанство Псеудо-Нилуса) које предвиђа да ће се апокалипса догодити у 19. или 20. веку (у зависности од верзије текста). Стварање овог дела је врло сумњиво чији датум настанка није верификован.
После преласка у вечни живот, свети Нил јављао се више пута атонском подвижнику Теофану од 1813. па до 1817. године. Приликом тих јављања, нарочито последњег, које је трајало пуних 18 часова, светитељ му је открио многе духовне истине и збивања, која ће се догодити у будућности, и наредио му да све то запише ради поуке људима и монасима. Речи светог Нила толико су се дубоко и јасно урезале у памћењу Теофановом, као на магнетофонску траку. Пошто је био слабо писмен, он их је диктирао своме другу Герасиму, а овај их је записивао. Спис је настао на грчком 1819. године, а на руски је преведен 1910. годне.
Да ли је ово аутентично пророчанство, односно, да ли је ово заиста написао Нил Синајски из 4. века и Нил Мироточиви 17. века или је можда неко у 20. веку навео њих као аутора, не може се са сигурношћу рећи. Дакле, ово је вероватни извор пророчанстава једног светог Нила.